# Jugo en polvo
Se denomina jugo en polvo o zumo en polvo a un concentrado en polvo con sabor a frutas que se hace bebible al agregarle agua. Se comercializa en pequeños sobres plásticosy en diversas presentaciones de varios sabores, tanto de una sola fruta como combinados. De manera coloquial se los suele llamar simplemente jugo.
Entre sus ingredientes pueden encontrarse: jugo de frutas liofilizado, acidulantes como el ácido cítrico, aromatizantes, antiaglutinantes como el fosfato tricálcico y colorantes como el dióxido de titanio o la tartrazina. Según las normas europeas, cualquier alimento que utilice tartrazina debe indicar lo siguiente: E-102 (o Tartrazina): puede tener efectos negativos sobre la actividad y la atención de los niños.
Los llamados jugos en polvo, ya sea en sus presentaciones regulares o en sus versiones de bajas calorías, utilizan endulzantes. Las leyes que los permiten varían de país en país, pero entre los utilizados pueden estar el aspartamo, acesulfamo-K, ciclamato de sodio y la sacarina.